# Kandis 4
Kandis 4 är ett musikalbum från 1993 av dansbandet Kandis från Danmark, med låtar av flera svenska kompositörer, vars texter översatts till danska. Sångare är Johnny Hansen.

## Låtar
1. Lørdagsfest (Micke Wendt/Christer Lundh-Chr. Söderberg)
2. Du må ta' mig som jeg er (Torben Lendager-John Hatting)
3. Vi vil altid være venner du og jeg (Jörgen Hein Jørgensen/Anne Hagedorn)
4. Bliv hos mig (Johnny Hansen-Torben Eschen)
5. En dør til fantasien (Duett med Karina Høgfeldt) (Rose-Marie Stråhle-Bente Winther)
6. Tusind tak for alle disse år (Paul Sahlin/Jørgen De Mylius)
7. Dear one-Mit hjerte det er tabt (J.L.Finneran-V.Finneran/Fini)
8. Tror du, du ka' narre mig igen (Bjørn og Johnny Hansen/Keld Heick)
9. Nu ska' det være (Jesper Christoffersaen/Keld Heick)
10. For dine to blå øjnes skyld (J.Thunqvist-K.Svenling-J.De Mylius)
11. Smil til verden (Johnny Hansen/Dan Adamsen)
12. Du som er lyset (Mona Gustavsson/Fini)
13. Gammel kærlighed vil aldrig ruste (Jørgen Hein Jørgensen/Torben Eschen)
14. Gi' mig sol, gi' mig hav (Martin Klaman-Keith Almgren/Fini)